# Số lạ
Trong lý thuyết số, số lạ là số tự nhiên phong phú nhưng không nửa hoàn hảo.
Nói cách khác, tổng các ước thực sự (các ước số bao gồm 1 nhưng không phải chính nó) của số lạ lớn hơn số lạ đó, nhưng không có tập con nào của các ước số đó mà tổng của nó bằng với chính số đó.

## Các ví dụ
Số lạ nhỏ nhất là 70. Các ước số thực sự của nó là: 1, 2, 5, 7, 10, 14 và 35; tổng của các ước số này là 74, nhưng không có tập con nào của các ước số  mà tổng của nó bằng 70. Số 12 được gọi là số phong phú nhưng không phải là số lạ, bởi vì các ước số chia hết của 12 là 1, 2, 3, 4 và 6 có tổng là 16, tuy nhiên 2 + 4 + 6 = 12 (tổng của một tập con trong các ước số thực sự).
Dãy số các số lạ là:
70, 836, 4030, 5830, 7192, 7912, 9272, 10430,... (dãy số A006037 trong bảng OEIS).

## Các tính chất
Có vô số số lạ. Ví dụ như, 70p là lạ với mọi số nguyên tố p ≥ 149. Thậm chí, tập các số lạ có mật độ tiệm cận dương.
Hiện nay ta vẫn chưa biết liệu có tồn tại số lạ lẻ. Nếu có tồn tại thì số đó phải lớn hơn 1021.
Sidney Kravitz chứng minh rằng với k là số nguyên dương, Q là số nguyên tố lớn hơn 2k, và
{\displaystyle R={\frac {2^{k}Q-(Q+1)}{(Q+1)-2^{k}}}}
cũng là số nguyên tố và lớn hơn 2k, thì
{\displaystyle n=2^{k-1}QR}
là số lạ.
Với công thức này ông tìm ra số lạ lớn sau:
{\displaystyle n=2^{56}\cdot (2^{61}-1)\cdot 153722867280912929\ \approx \ 2\cdot 10^{52}.}

### Số lạ nguyên thủy
Một tính chất của số lạ đó là nếu n lạ và p là số nguyên tố lớn hơn tổng các ước σ(n), thì pn cũng là số lạ. Tính chất dẫn tới định nghĩa số lạ nguyên thủy, tức số lạ không phải bội của các số lạ khác (dãy số A002975 trong bảng OEIS). Chỉ có 24 số lạ nguyên thủy nhỏ hơn 1 triệu so với 1765 số lạ nói chung dưới 1 triệu. Cách sinh của Kravitz đưa ra số lạ nguyên thủy bởi mọi số {\displaystyle 2^{k}pq} đều nguyên thủy, nhưng việc tồn tại vô số k và Q sao cho R là nguyên tố không được đảm bảo. Do đó người ta giả thuyết rằng có vô số số lạ nguyên thủy, Melfi đã chứng minh rằng sự vô hạn của số lạ nguyên thủy là hệ quả của giả thuyết Cramer.
Số lạ nguyên thủy có lên tới 16 ước nguyên tố và 14712 chữ số đã được tìm thấy.